# Mortiers, Charente-Maritime
Mortiers är en kommun i departementet Charente-Maritime i regionen Nouvelle-Aquitaine i västra Frankrike. Kommunen ligger  i kantonen Jonzac som ligger i arrondissementet Jonzac. År 2022 hade Mortiers 170 invånare.

## Befolkningsutveckling
Antalet invånare i kommunen Mortiers
Referens:INSEE